# لوبوسلاو پنو
لوبوسلاو پنو (بلغاری: Любослав Младенов Пенев؛ زادهٔ ۳۱ اوت ۱۹۶۶) یک ورزشکار اهل بلغارستان است.
از باشگاه‌هایی که در آن بازی کرده‌است می‌توان به والنسیا، سلتاویگو، باشگاه فوتبال زسکا صوفیه، و اتلتیکو مادرید، باشگاه فوتبال زسکا صوفیه، و تیم ملی فوتبال بلغارستان اشاره کرد.
وی همچنین در تیم ملی فوتبال بلغارستان بازی کرده است.